# José Luis Rodríguez Inguanzo
Pour les articles homonymes, voir José Luis Rodríguez et Rodríguez.
Rodríguez  Inguanzo est un nom espagnol. Le premier nom de famille, en général paternel, est Rodríguez ; le second, en général maternel, souvent omis, est Inguanzo.
José Luis Rodríguez Inguanzo, né le 20 avril 1957, à Santillana del Mar et mort le 18 décembre 1982 à Las Palmas de Grande Canarie, est un coureur cycliste espagnol.

## Biographie
Chez les amateurs, José Luis Rodríguez Inguanzo termine notamment deuxième du championnat d'Espagne et huitième du championnat du monde en 1978. Il devient ensuite cycliste professionnel en 1980 au sein de l'équipe Teka. Avec cette formation, il remporte une étape du Tour d'Aragon et du Tour des vallées minières. Son palmarès comprend également une étape du Tour de Cantabrie. 
Le 18 décembre 1982, il meurt lors d'une sortie d'entraînement à vélo aux îles Canaries, après une collision avec un camion. 

## Palmarès

### Palmarès amateur
- 1976
  - Prueba Loinaz
  - Prueba Alsasua
- 1977
  - 2e de la Prueba Alsasua
- 1978
  - Prueba Loinaz
  - 2e du championnat d'Espagne sur route amateurs
  - 8e du championnat du monde sur route amateurs
- 1979
  - Volta da Ascension
  - 3e de la Subida a Gorla

### Palmarès professionnel
- 1980
  - 2e étape du Tour des vallées minières
  - 3e étape du Tour d'Aragon
- 1981
  - GP La Reigada :
    - Classement général
    - 1re étape

  - 2e du GP Caboalles de Abajo
  - 3e de la Clásica de Sabiñánigo
  - 3e du Trofeo Masferrer
- 1982
  - GP Cuprosan
  - 4eb étape du Tour de Cantabrie

## Résultats sur les grands tours

### Tour de France
1 participation
- 1982 : abandon (1re étape)